# Sonet Film
Sonet Film AB var ett svenskt produktions- och distributionsbolag för filmer, etablerat 1984 som dotterbolag till skivbolaget Sonet och har sedan dess varit ett av Sveriges främsta bolag inom filmproduktion och distribution. Mellan 1997 och 2004 ägdes det av medieföretaget Modern Times Group men ingår sedan den 1 januari 2008 som ett eget bolag i AB Svensk Filmindustri och fungerade sedan dess enbart som produktionsbolag. Företaget har distribuerat bland annat Lukas Moodyssons och Josef Fares filmer.
2015 upphörde Sonet Film som bolag och blev en del av Svensk Filmindustri.
Sonet Film AB har producerat bland annat Hur många lingon finns det i världen?, Jägarna 2, Hypnotisören, Bekas  och flera andra svenska filmer.
Producenter på Sonet Film var Peter Possne (även VD) och Sandra Harms.